# Gábor Halmai
Gábor Halmai (Székesfehérvár, 7 gennaio 1972) è un ex calciatore ungherese, di ruolo centrocampista.

## Carriera

### Club
Calciatore di Videoton, Kispest, Germinal Ekeren, MTK Budapest (poi MTK Hungária, poi nuovamente MTK Budapest) e Hapoel Tel-Aviv, vinse due titoli ungheresi, tre coppe ungheresi, due supercoppe ungheresi e una coppa israeliana. Ha rappresentato l'MTK Budapest in 132 incontri di campionato segnando 13 marcature ed è stato tra i protagonisti della Coppa UEFA 2001-2002 con la divisa dell'Hapoel Tel Aviv: la società israeliana ha eliminato Ararat, Gaziantepspor, Chelsea, Lokomotiv Mosca e Parma, uscendo dalla competizione ai quarti di finale contro il Milan.
Vanta 35 presenze e 2 gol nelle competizioni calcistiche europee.

### Nazionale
Mediano, esordisce in Nazionale l'8 settembre 1993 a Budapest contro la Russia (1-3). Il 7 settembre del 1994 sigla il primo dei suoi quattro gol in Nazionale, firmando una rete contro la Turchia (2-2), sfida valida per le qualificazione all'europeo 1996. Totalizza 57 presenze e 4 reti con l'Ungheria, giocando anche due volte con la fascia da capitano nel 1998 e nel 1999.

## Palmarès

### Club

#### Competizioni nazionali
- Nemzeti Bajnokság I: 2

MTK Budapest: 1996-1997
MTK Hungária: 1998-1999
- Coppa d'Ungheria: 3

MTK Budapest: 1996-1997, 1997-1998
MTK Hungária: 1999-2000
- Magyar Szuperkupa: 2

MTK Budapest: 1997, 2003
- Coppa Toto: 1

Hapoel Tel Aviv: 2001-2002